# Maurits Cornelis van Hall (1768-1858)
Maurits Cornelis van Hall (Vianen, 4 februari 1768 – Amsterdam, 19 januari 1858), heer van Heicop en Boeicop, was een Nederlands jurist, auteur en politicus. Zijn vader was schout Floris Adriaan van Hall.

## Levensloop
Hij studeerde rechten en promoveerde te Leiden en werd in 1787 advocaat te Amsterdam. Van 1795 tot 1801 was hij procureur der gemeente Amsterdam, behalve de tijd die hij in de toenmalige landsvergaderingen in Den Haag doorbracht.
In 1802 vatte hij de praktijk weer op, en werd na de herstelling van Nederland in 1815 tot lid van de Eerste Kamer benoemd, waarvoor hij echter bedankte, evenals in 1823. Eerst in 1842 liet hij zich bewegen die aanzienlijke betrekking aan te nemen.
Inmiddels benoemde koning Willem I hem tot staatsraad in buitengewone dienst en tot voorzitter van de rechtbank van eerste aanleg te Amsterdam, welke laatste betrekking hij tot 1856 waarnam. Van 1834 tot 1858 was hij ook dijkgraaf van Zeedijk beoosten Muiden. Maurits Cornelis van Hall overleed begin 1858 op 89-jarige leeftijd.

## Nageslacht
- Floris Adriaan van Hall
- Jacob van Hall
- Herman Christiaan van Hall
- Anne Maurits Cornelis van Hall

## Werken
- Verhandeling over het Hekeldicht;
- Lofrede op Timoleon en Lofrede op Hendrik van Brederode;
- Lijkrede op Martinus Nieuwenhuijzen, Amst. 1793;
- Gedichten, Amst. 1818;
- M. Valerius Messala Corvinus geschetst in eenige tafereelen uit de Romeinsche geschied. gedurende zijn leven, 2 dln., Amst. 1813;
- Mr. H. Noordkerk beschouwd als Nederd. redenaar en letterk.;
- Redevoering over het wijsgeerige en karaktermatige van Tacitus;
- Redevoering over J. van den Vondel als schrijver in ondicht;
- Gedichten, 2de verzameling, Amst. 1829;
- Gedenkschr. van en door Frank Floriszoon van Arkel, Amst. 1832;
- Regtsgeleerde Verh. en Geschr., Amst. 1838; Gedichten, 3e verz. Amst. 1839;
- Het leven en karakter van den admiraal J.H. van Kinsbergen, Amst. 1841; vermeerderde herdruk ald., 1843;
- Hendrik graaf van Brederode, medegrondlegger der Nederlandsche vrijheid verdedigd, Amst. 1844;
- Wederwoord (daarover) aan Mr. Groen van Prinsterer, Amst. 1845;
- R.J. Schimmelpenninck als Bataafsch afgezant op het vredes congres te Amiens in 1802, Amst. 1847;
- Gemengde schriften betrekkelijk tot de gesch., letterk. en de geschied. der Vad. Regtsgeleerdheid, Amst. 1848;
- Aan Mr. D.J. van Lennep bij de viering van zijn 50-jarig Hoogleeraarsambt, gedicht, Amst. 1849;
- Mr. Johannes Kinker. Bijdr. tot zijn leven, karakter en schriften, Amst. 1850;
- Meerenberg en het aldaar op den avond van Zondag 9 maart gevierd feest herdacht. Gedicht, Amst. 1851;
- an den Hoogleeraar Abr. des Amorie van der Hoeven, gedicht, Amst. 1852;
- De zelfstandigheid der ziel aan Prof. Schroeder van der Kolk, gedicht, Amst. 1852;
- Levensberigt van Jhr. Mr. P.S. Dedel, Hand. Mij. Ned. Letterk., 1852;
- r. Johannes van der Linden en Mr. J.D. Meyer als regtsgeleerden herinnerd, Amst. 1853;
- Dichterlijk geschenk aan mijne kinderen, enz., Amst. 1854;
- Navolgingen uit oude Lat. dichters, Amst. 1855, niet in de handel;
- Aan Mr. C.H.B. Boot, Burgemeester der stad, Amst. 22 Febr. 1855, dichtregelen;
- Brief van dankzegging aan de advocaten en procureurs wegens de mij geschonken medaille met mijn borstbeeld, Febr. 1856;
- Afscheidsgroet als voorzitter van de Arrond. regtbank te Amst., Dec. 1856.
- Voorts onderscheiden adviezen, redevoeringen ter opening van vergaderingen, bijdragen in tijdschriften, losse gedichten die later in zijn bundels zijn opgenomen, en vermeld worden in zijn levensbericht. Zijn door hem zelf beschreven: Openbaar en letterk. leven over het tijdvak 1787 tot 1815 is als hs. gedrukt, Amst. 1867.